# Korbetha
Korbetha ist ein Ortsteil der Gemeinde Schkopau im Saalekreis (Sachsen-Anhalt).

## Geografie und Nahverkehr
Korbetha liegt nordwestlich des Hauptortes Schkopau und südlich der Stadt Halle (Saale) an der Schnittstelle zwischen der Bundesstraße 91 und der Landstraße 171. Die Saale fließt im Norden am Ort vorbei, südlich befinden sich der Chemiepark Buna von Dow Chemical und das Braunkohlekraftwerk der E.ON AG.
Im öffentlichen Nahverkehr ist Korbetha über die Haltestelle Dorfstr. mit folgenden Linien erreichbar:
- 314 (OBS): Merseburg – Korbetha – Holleben – Halle (Saale)
- 732 (PNVG): Merseburg – Kollenbey – Korbetha (nur am Wochenende)

## Geschichte

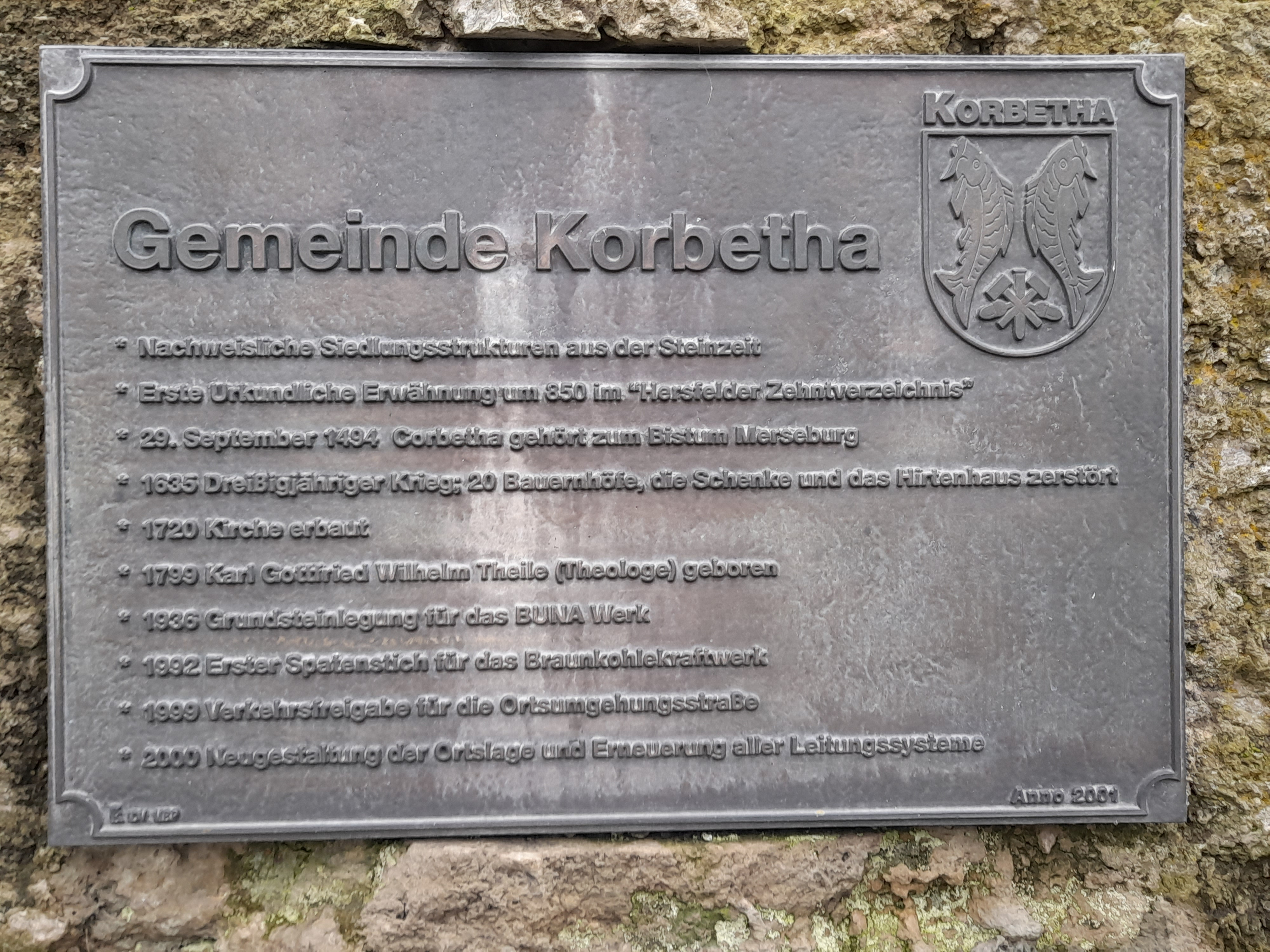
Tafel zur Ortsgeschichte am Gedenkstein (bis 2001)

Die Ersterwähnung des Ortes erfolgte zwischen 840 und 860. Korbetha, früher auch „Corbetha“ geschrieben, gehörte bis 1815 zum hochstift-merseburgischen Amt Merseburg, das seit 1561 unter kursächsischer Hoheit stand und zwischen 1656/57 und 1738 zum Sekundogenitur-Fürstentum Sachsen-Merseburg gehörte. Durch die Beschlüsse des Wiener Kongresses kam der Ort im Jahr 1815 zu Preußen und wurde 1816 dem Kreis Merseburg im Regierungsbezirk Merseburg der Provinz Sachsen zugeteilt, zu dem er bis 1952 gehörte.
Bei der Kreisreform in der DDR kam der Ort im Jahr 1952 zum Kreis Merseburg im Bezirk Halle, der 1994 zum Landkreis Merseburg-Querfurt und 2007 zum Saalekreis kam. Am 1. August 2004 wurde Korbetha mit acht weiteren Gemeinden zur Einheitsgemeinde Schkopau vereinigt. 1936 wurde für den südlich von Korbetha gelegenen Chemiepark der Grundstein gelegt. Von 1999 bis 2001 fanden größere Sanierungsarbeiten im gesamten Ort statt.

## Sehenswürdigkeiten

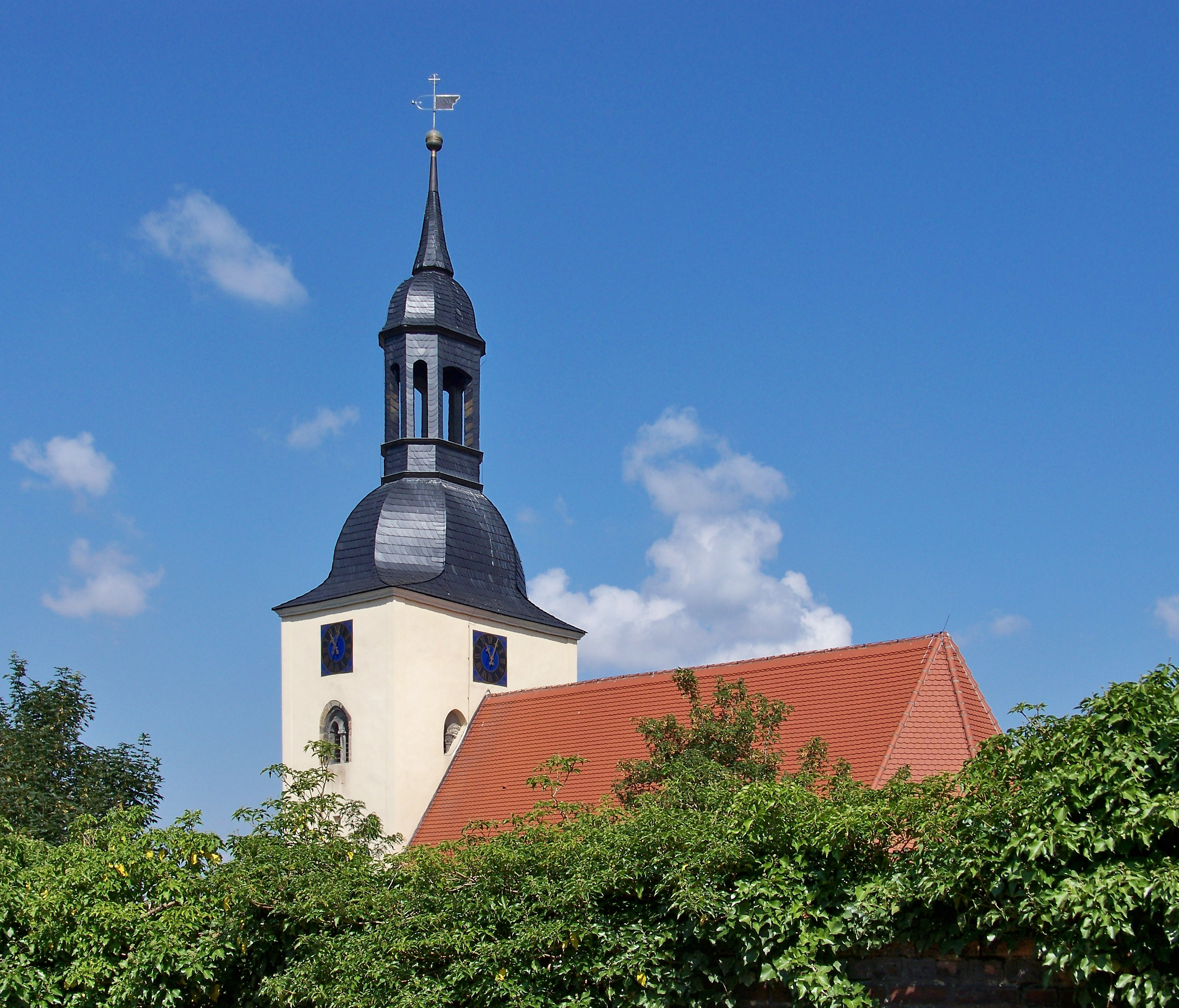
Dorfkirche Korbetha
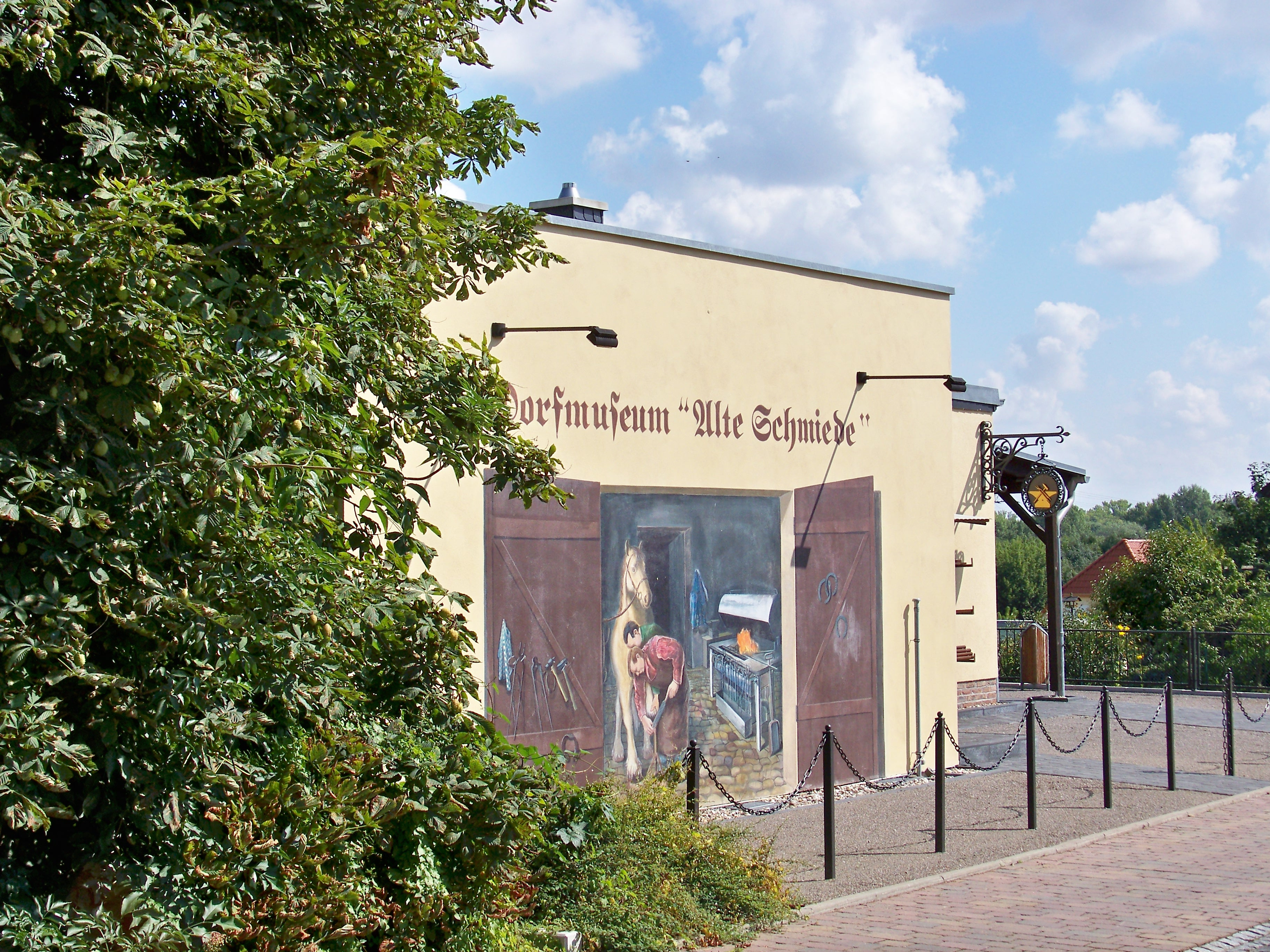
Dorfmuseum Alte Schmiede

Sehenswert in Korbetha ist die Dorfkirche sowie das Dorfmuseum Alte Schmiede.